# カービングスキー

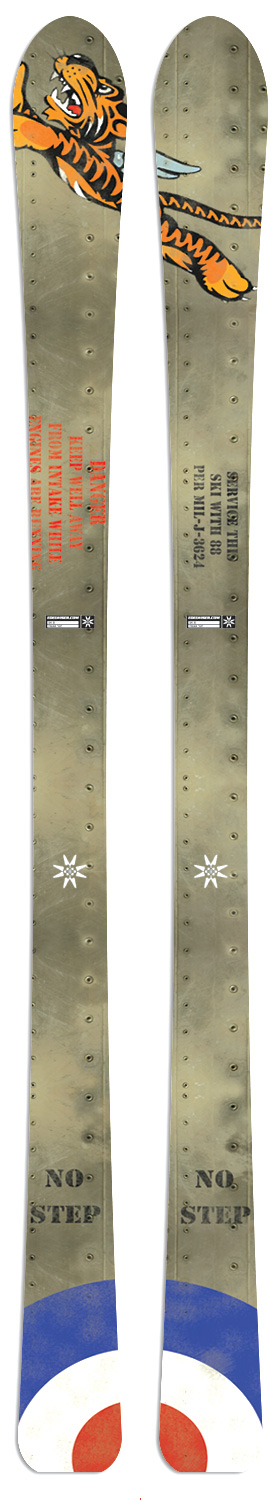
Carving-Skis

カービングスキー (Carving Skis) は、カービングターンが容易に行なえるように1990年代に開発された、アルペンスキー用のスキー板。カービング (carving) とは「削る」「切る」の意。
従来のスキー板に比べ、側面を構成する円弧（サイドカーブ）がきつく、滑走時の回転半径を小さくできる。スノーボードがスキー板に比べて強いサイドカーブを持っていたことをヒントに開発された。

## 概説
スキー板のトップ（先頭部）とテール（後部）の幅が広く、センター（中央部）は狭めに作られているため、スキー板を雪面に対して傾ける（角付けする）ことにより外力によって板がたわみ、エッジが静止時のサイドカーブよりさらに小さい円弧を描いて雪面に食い込むことで実用的なターンが実現される。おおむね、サイドカーブが R20（半径20 m）未満のものがカービングスキーと分類される。
カービングスキー登場前のアルペンスキー板のサイドカーブはR40以上となだらかな円弧を描いていたため、実用的なターンを行う場合には多くの場合はスキー板のテールを横に滑らせて方向を変える必要があった。横滑りによる摩擦は制動力となるため、カービングによるターンが一般的となった現代のアルペン競技、特に一般競技者や中、上級者のスピードアップには著しいものがある。これまでのスキー板は高い速度での安定性を確保するため長めであったが、ターン時のスピードアップに伴い以前と比べて10 cm - 20 cm近く板が短くなった。
カービングスキーの元祖は、1992年にオーストリアのスキーメーカーであるクナイスルが発売した「ERGO（エルゴ）」と言われている。本来はレーサーのトレーニング用やお遊び用のセカンドスキー的な扱いであったが、1999年頃からスラロームタイプのカービングスキーが発売されたことでシェアを拡大していった。
一般スキーヤーへのカービングスキーの普及も1990年代末に始まったが、当初は「グラマースキー」、「ニューコンセプトスキー」などとも呼ばれていた。1999/2000年シーズンにはカービングスキーという呼称は定着し、翌2001年の調査ではそれまでの普通のスキー板を利用する割合が24.1%に対してカービングスキーの割合は19.6%と拮抗、翌年には逆転し市場の主流となった。現在では製造されているスキー板の全てがカービングスキーであり、テニスラケットやゴルフクラブと同様、用具の進化によってプレイヤー側の技術に大幅な変化が起こっている。また、現在進行系ではこれと同じ状況がランニングシューズにおいても見られる。

## ファットスキー
通常のカービングスキーよりもセンターを幅広にしたものをファットスキーと呼ぶ。センターを幅広にすると面圧が下がって浮力が増し、オフピステ（非圧雪）の上を滑りやすくなる。旧来よりヘリスキー用として存在していたが、当時の（カービング普及以前の細い）スキーの主流であった緩いサイドカーブと、深雪での用途に限られた幅広のシェイプゆえに日本に輸入される数はごく少数だった。その後カービングスキーの普及に伴いその技術がフィードバックされ、深雪のみならずあらゆる斜面での汎用性が注目され、現在ではメーカーの主要カテゴリーの一つとして定着する。
山岳スキーなどではこのファットスキーを使う愛好家も多い。逆にセンターが極端に幅狭な場合、斜面でのエッジの効きが悪くなりトラバースするときなどに滑落の危険がある。